# Gare de Borredon
La gare de Borredon est une gare ferroviaire française fermée de la ligne des Aubrais - Orléans à Montauban-Ville-Bourbon, située sur le territoire de la commune de Montalzat, dans le département de Tarn-et-Garonne, en région Occitanie.

## Situation ferroviaire
Établie à 138 mètres d'altitude, la gare fermée de Borredon est située au point kilométrique (PK) 635,100 de la ligne des Aubrais - Orléans à Montauban-Ville-Bourbon, entre les gares ouvertes de Lalbenque - Fontanes et Caussade. S'intercale la gare fermée de Montpezat-de-Quercy, en direction de la gare des Aubrais.

## Histoire

### Construite par l'État
La loi du 11 mars 1879 déclare d'utilité publique la ligne de Montauban à Brive, qui doit être construite par l'État. Le 6 novembre 1879, une décision ministérielle approuve le projet de tracé entre Montauban et Cahors, sauf un court tronçon au départ de Montauban approuvé le 19 janvier 1882. Il y cinq stations prévues : « Albias, Réalville, Caussade, Borredon et Montpezat ». Cette ligne, considérée comme « la partie la plus importante du chemin direct de Toulouse à Paris », dispose d'une plateforme pour deux voies, qui dessert la station de Borredon « établie pour desservir la commune de Montpezat et surtout Lapenche et le canton de Puylaroque. On y accèdera par le chemin vicinal no 9 de Montalzat à Borredon qui sera légèrement dévié ». Le chantier de construction du bâtiment de la station est adjugé le 10 avril 1883 et la réalisation des fondations est alors en cours. L'ouverture de la ligne est prévue pour la fin de cette année 1883.

### Mise en service par le PO
Le 11 août 1883, le journal officiel publie un décret qui approuve la convention établie entre l'État et la Compagnie d'Orléans concernant l'exploitation provisoire de la section de Montauban à Cahors à partir de sa mise en service. La Compagnie du PO met en service l'exploitation de la ligne de Montauban à Cahors le 10 avril 1884. La ligne ne comporte qu'une voie de posée et six stations intermédiaires, dont celle de Borredon.

### Réfugiés républicains espagnols
La gare fut le lieu d’arrivée des trains, le premier le 2 février 1939, amenant des prisonniers vers le camp de concentration de Judes, près du village de Septfonds. Des milliers d’Espagnols y furent internés dans des baraques qu’ils construisirent eux-mêmes. Le témoignage du fils du chef de gare de l’époque dit ceci :
« L’arrivée des internés de l’armée républicaine espagnole pour les diriger vers le camp de Judes où ils se rendront à pied (6 km). À Argelès, le sable de la plage leur servait de lit. À Septfonds, c’est l’herbe rase d’un pré, en bordure d’un ruisseau, qui les attend. Leur calvaire n’est pas fini. Aucun baraquement n’est prêt pour les premiers arrivants. Ils furent près de 3 000, en deux jours, à attendre sous la pluie… Tous les hommes, harassés par tant de marche à pied, par tant de séjours dans tous les camps d’accueil… Les autorités civiles et militaires ont préféré la discrétion de la gare de Borredon, perdue en pleine campagne, pour ne pas encourager les mouvements de sympathie qu’auraient pu entraîner la traversée de Caussade. L’essentiel était de ne pas effaroucher les braves gens. La gare de Borredon a vu les prémices de la guerre avant qu’elle ne voie le drame de ceux qui, conduits par les SS, partiront du camp de Judes pour les camps de la mort en Allemagne. »

### Fermeture par la SNCF
La gare est fermée au service ferroviaire au début des années 1980.

## Réaffectation des bâtiments après le service ferroviaire

### Restaurant
Les bâtiments désaffectés du service ferroviaire sont vendus par la SNCF, au début des années 1990, puis transformés en restaurant.

### Lieu de mémoire
Les bâtiments sont ensuite rachetés, en 2012, par l'association Mémoire de l'Espagne Républicaine de Tarn-et-Garonne ; cette gare a été inscrite à l'inventaire supplémentaire des monuments historiques par arrêté du 9 septembre 2011,,.